# Ле-Мано-Массюгьес
Ле-Мано́-Массюгье́с (фр. Le Masnau-Massuguiès, окс. Lo Mas Nòu e Massuguièrs) — коммуна во Франции, находится в регионе Юг — Пиренеи. Департамент — Тарн. Входит в состав кантона От-Тер-д’Ок. Округ коммуны — Кастр.
Код INSEE коммуны — 81158.

## География
Коммуна расположена приблизительно в 570 км к югу от Парижа, в 90 км восточнее Тулузы, в 33 км к юго-востоку от Альби.
По территории коммуны протекает река Даду.

## Климат
Климат умеренно-океанический. Зима мягкая и дождливая, лето жаркое с частыми грозами. Ветры довольно редки.

## Население
Население коммуны на 2010 год составляло 299 человек.
| 1962 | 1968 | 1975 | 1982 | 1990 | 1999 | 2010 |
| ---- | ---- | ---- | ---- | ---- | ---- | ---- |
| 669  | 562  | 527  | 463  | 361  | 310  | 299  |

## Экономика
В 2007 году среди 156 человек в трудоспособном возрасте (15—64 лет) 116 были экономически активными, 40 — неактивными (показатель активности — 74,4 %, в 1999 году было 71,7 %). Из 116 активных работали 107 человек (63 мужчины и 44 женщины), безработных было 9 (6 мужчин и 3 женщины). Среди 40 неактивных 5 человек были учениками или студентами, 28 — пенсионерами, 7 были неактивными по другим причинам.

## Достопримечательности
- Замок Массюгьес (XIV век). Исторический памятник с 1995 года.[4][5]

## Фотогалерея
- Карта коммуны